# Анадир-1
Гудим (Анадир-1, Магадан-11) — колишня радянська і російська база  РВСП з супутнім військовим містечком, була розташована на території  Чукотського автономного округу  Росії.
Назву отримала, ймовірно, на прізвище начальника будівництва полковника Гудима.

## Історія
Підземна база була побудована в 1958 році, в 1961 році заступила на бойове чергування.
Призначення об'єкта — зберігання і регламентне обслуговування ядерного озброєння (ядерної бойової частини, ЯБЧ). Підкорявся  12-му Головному управлінню Міністерства оборони СРСР.
З 1986 року відповідно до договору про  РСМД з бази було вивезено все ядерне озброєння, підземні приміщення стали використовувати як базу зберігання Анадирського військового гарнізону.
Об'єкт розформовано в період з 1992 року по 1998 рік, в 2002 році був остаточно залишений військовими. Населення військового містечка переселено в міста Саратов і  Енгельс.
В кінці 2017 року територія колишньої бази була рекультивована військовими інженерними підрозділами, капітальні будови знесені вибухами, дерев'яні — зламані спецтехнікою.

## Характеристика бази
Об'єкт являв собою автономні підземні споруди довжиною 996 метрів, з безліччю окремих, глухих відгалужень, які не мають інших виходів. Мав достатній для забезпечення пуску протиатомний захист. Всередині був розділений на частини за рівнями доступу для особового складу; транспортування вантажів здійснювалося  електрокарами вузькоколійної підземної залізниці. Малося 2 центральних вхідних портали з багатотонними дверима-вагонами.
Об'єкт дуже сильно нагадує об'єкт 820 РТБ на  підземній базі підводних човнів Балаклава, де також зберігався ядерний арсенал для підводних човнів.

## Озброєння
3 ракети  РСД-10 «Піонер».
Базувалися не в шахтах, це були рухомі грунтові  ракетні комплекси на шасі МАЗ-547. Пуск ракети міг бути проведений як зі спеціального укриття на основній позиції з сховища з розсувним дахом (шахтна пускова установка), так і з однієї з підготованих польових позицій — бетонного стартового майданчика.
Цілями ракет були американські станції РЛС  системи попередження про ракетний напад, а також база атомних підводних човнів Кітсап поблизу Сіетла.